# ژول پاپارت
ژول پاپارت (انگلیسی: Jules Pappaert; ۵ نوامبر ۱۹۰۵ – ۳۰ دسامبر ۱۹۴۵) بازیکن فوتبال اهل بلژیک بود.
وی همچنین در تیم ملی فوتبال بلژیک بازی کرده‌است.